# Ly (Burkina Faso)
Pour les articles homonymes, voir Ly.
Ly est une commune rurale située dans le département de Tô de la province de Sissili dans la région du Centre-Ouest au Burkina Faso.